# Exocentrus bicoloripennis
Exocentrus bicoloripennis är en skalbaggsart som beskrevs av Stefan von Breuning 1957. Exocentrus bicoloripennis ingår i släktet Exocentrus och familjen långhorningar. Inga underarter finns listade i Catalogue of Life.